# 联合镇 (紫阳县)
联合镇，是中华人民共和国陕西省安康市紫阳县一个已撤销的乡级行政区，2015年，陕西省民政厅批复同意撤销联合镇，将其所辖行政区域划归毛坝镇。